# Корча (округ)
Корча (алб. Rrethi i Korçës) — один з 36 округів Албанії.
Округ займає територію 1752 км² і відноситься до області Корча. Адміністративний центр — місто Корча.

## Географічне положення
Округ знаходиться в горах на південному сході країни. Навіть улоговина міста Корча лежить на висоті 850 м над рівнем моря. На заході і північному заході округу гори досягають висоти майже 2400 м, на північному сході — 2300 м, а на півдні — 2000 м.
Тільки вузька долина річки Девол на захід від міста Малік лежить на висоті менше 800 м. Річка перетинає округ зі сходу на захід, за містом Малік вона повертає в напрямку Адріатичного моря по вузькій долині серед гір.
Безсточне озеро Преспа, до якого можна дістатися тільки через лежачий на висоті 1100 м перевал Дзвезда, і гори на півдні округу є національними парками територією більше 290 км².
Котловина Корча займає територію 35 км в довжину і 15 км в ширину. Місцевість навколо міста Малік раніше була сильно заболочена, і там знаходилося озеро. Після Другої світової війни болота, а також Малікське озеро, що насичується річкою Девол, були осушені. В ході меліораційних робіт були виявлені численні знахідки епохи неоліту і бронзової доби.
Осушені території використовувалися надалі як сільськогосподарські угіддя для вирощування цукрового буряка.

## Клімат
Високогірне положення округу обумовлює холодну зиму з великою кількістю снігу.
Середня температура січня — близько 1 °C, в липні — 18 °C.

## Економіка і промисловість
На території округу, насамперед у північній частині ведеться видобуток бурого вугілля.
У містах Корча і Малік розвинена цукрова промисловість.

## Населення
В даний час близько 25% населення округу відноситься до національних меншин. У гірських районах живуть арумуни, а на узбережжі Великого Преспанского озера (села Ліченас/Пустец, Тумінец і ін.) — македонці. В Корчі багато циган. Дві третини населення — мусульмани. 1/3 — православні.

## Транспорт
Недавно побудована автострада, що проходить через Білішт, з'єднує Корчу з сусідньою Грецією.
Ще одна важлива дорога проходить в північному напрямку в Поградець, а звідти в центральну Албанію і Охрид в Північній Македонії.

## Адміністративний поділ
Округ територіально розділений на два міста: Корча і Малік і 16 громад: Булгарец, Дренова, Гора, Lekas, Лібонік, Liqenas, Могліца, Mollaj, Pirg, Pojan, Qendër Bulgarec, Vithkuq, Voskop, Воскопоя, Vreshtas.